# Offensive Gomel-Retchitsa
 (janvier 2025).
Si vous disposez d'ouvrages ou d'articles de référence ou si vous connaissez des sites web de qualité traitant du thème abordé ici, merci de compléter l'article en donnant les références utiles à sa vérifiabilité et en les liant à la section « Notes et références ».
Seconde Guerre mondiale
Batailles
Front de l’Est

Prémices :
- Campagne de Pologne
- Guerre d'Hiver

Guerre germano-soviétique :
- 1941 : l'invasion de l'URSS

- Opération Barbarossa

Front nord : 
- Guerre de Continuation
- Opération Silberfuchs
- Siège de Léningrad

Front central : 
- 2e bataille de Brest-Litovsk
- Bataille de Białystok–Minsk
- 1re bataille de Smolensk
- Bataille de Kiev

Front sud : 
- Siège d'Odessa
- Campagne de Crimée

- 1941-1942 : la contre-offensive soviétique

Front nord : 
- Poche de Demiansk
- Poche de Kholm

Front central : 
- Bataille de Moscou

Front sud : 
- Seconde bataille de Kharkov

- 1942-1943 : de Fall Blau à la 3e bataille de Kharkov

Front nord : 
- Offensive de Siniavino
- Opération Iskra
- Bataille de Krasny Bor
- Opération Poliarnaïa Zvezda

Front central : 
- Opération Mars

Front sud : 
- Bataille du Caucase (opération Fall Blau)
- Bataille de Stalingrad
- Opération Uranus
- Opération Saturne
- Offensive d'Ostrogojsk-Rossoch
- Offensive de Voronej-Kastornoe
- Opération Gallop
- Opération Étoile
- Troisième bataille de Kharkov

- 1943-1944 : libération de l'Ukraine et de la Biélorussie

Front central : 
- 2e bataille de Smolensk
- Opération Bagration

Front sud : 
- Bataille de Koursk
- Bataille du Dniepr
- Offensive Dniepr-Carpates
- Offensive de Crimée
- Offensive de Lvov-Sandomir

- 1944-1945 : campagnes d'Europe centrale et d'Allemagne

Allemagne : 
- Offensive Vistule-Oder
- Offensive de Poméranie orientale
- Siège de Breslau
- Offensive de Prusse-Orientale
- Bataille de Königsberg
- Bataille de Seelow
- Bataille de Bautzen
- Bataille de Berlin
- Capitulation allemande

Front nord et Finlande : 
- Guerre de Laponie
- Offensive Leningrad-Novgorod
- Bataille de Narva

Europe orientale : 
- Opération Margarethe
- Insurrection de Varsovie
- Soulèvement national slovaque
- Opération Panzerfaust
- Bataille de Budapest
- Opération Frühlingserwachen
- Offensive de Vienne
- Insurrection de Prague
- Offensive de Prague
- Bataille de Slivice

Front d’Europe de l’Ouest

Campagnes d'Afrique, du Moyen-Orient et de Méditerranée

Bataille de l’Atlantique

Guerre du Pacifique

Guerre sino-japonaise

Théâtre américain
L'offensive Gomel-Retchitsa est une opération militaire de la Seconde Guerre mondiale menée par l'Armée rouge, en particulier le Premier front biélorusse, située en Biélorussie, sur le théâtre d'opérations du Front de l'Est. Cette offensive, menée par le général Konstantin Rokossovsky, a lieu du 30 septembre au 30 novembre 1943 entre les rivières Sozh et Dniepr dans le but de s'emparer de la ville de Gomel.  

## Déroulement de l'opération
Les troupes du front biélorusse ont pour mission d'attaquer les troupes de la Wehrmacht au nord et au sud de Gomel.
Le 10 novembre 1943, les troupes du Premier front biélorusse quitte les environs de Loev en direction du nord, vers Gomel, élargissant la tête de pont le long de la rive droite du Dniepr. Le 18 novembre, elles libèrent la ville de Retchitsa. Ainsi, la liaison ferroviaire et routière de la garnison allemande de Gomel vers l'ouest est interrompue. 
Simultanément, du 22 au 25 novembre, l'Armée rouge porte des coups au nord de Gomel, en direction de Propoïsk et Korma et, après avoir forcé la Bérézina, elle saisi une tête de pont au sud de Jlobin.
La garnison allemande de Gomel se retrouve ainsi prise au piège et doit battre en retraite précipitamment vers l'ouest sous la menace d'un encerclement complet.
La ville de Gomel est libérée dans la matinée du 26 novembre 1943.

## Aboutissement
À la suite de l'opération, les troupes soviétiques ont percé les défenses ennemies sur une largeur de 100 kilomètres, ont progressé en profondeur de 130 kilomètres vers le nord-ouest en arrivant à 35 km de Bobrouïsk, créant une menace pour le flanc sud du Groupe d'armées Centre et gênant sa coopération avec le Groupe d'armées Sud.